# Zanzibars herrlandslag i fotboll
Zanzibars herrlandslag i fotboll kontrolleras av Zanzibars fotbollsförbund och spelade sin första landskamp i Uganda 1952, och förlorade med 0-6 mot Kenya under semifinalen i Gossage Cup.
Zanzibar är inte med i Fifa, och får därmed inte kvala in till VM. Men som medlem av CAF har man rätt att kvala in till afrikanska mästerskapet. Åren 2007-2009 var Zanzibar dock associerad Fifa-medlem.